# Alma (krater)
För andra betydelser, se Alma (olika betydelser).
Alma är en nedslagskrater på planeten Venus. Alma har fått sitt namn efter det kvinnliga förnamnet Alma.
Kratern har en diameter på ungefär 17 km.